# Roddy Woomble
Roddy Woomble (* 13. August 1976 in Irvine, Schottland) ist ein schottischer Sänger, bekannt als Leadsänger der Rockband Idlewild.

## Leben und Wirken
Woomble gründete 1995 zusammen mit Rod Jones, Phil Scanlon und Colin Newton die Band Idlewild, die bislang sechs Alben veröffentlicht hat.
Daneben arbeitete Woomble unter anderem mit der The Reindeer Section, einer Schottischen Indie-Supergroup zusammen und erschien auf dem Album Girl Who Couldn't Fly der englischen Folksängerin Kate Rusby.
Am 24. Juli 2006 veröffentlichte Woomble sein erstes, vom Schottischen Folk beeinflusstes Soloalbum My Secret Is My Silence, produziert vom Schottischen Folkmusiker John McCusker. Neben McCusker arbeiteten auch die Folk-Sängerinnen Kate Rusby und Karine Polwart an diesem Album mit.
2007 initiierte Woomble die CD Ballads of the Book, auf welcher Schottische Musiker wie Aereogramme, Vashti Bunyan, Karine Polwart und auch Idlewild Songs zu Texten Schottischer Schriftsteller wie Edwin Morgan oder Ian Rankin geschrieben und gespielt haben.
Woomble ist verheiratet mit Ailidh Lennon, Bassspielerin der Gruppe Sons and Daughters.

## Diskografie
- My Secret Is My Silence (2006)
- Before the Ruin (mit Kris Drever und John McCusker, 2008)
- The Impossible Song & Other Songs (2011)
- Live at Kings Place (2014)